# Epinephelus spilotoceps
Epinephelus spilotoceps är en fiskart som beskrevs av Schultz, 1953. Epinephelus spilotoceps ingår i släktet Epinephelus och familjen havsabborrfiskar. IUCN kategoriserar arten globalt som livskraftig. Inga underarter finns listade i Catalogue of Life.